# Cerro Viejo
Cerro Viejo är en ort i Mexiko.   Den ligger i kommunen Platón Sánchez och delstaten Veracruz, i den sydöstra delen av landet, 230 km norr om huvudstaden Mexico City. Cerro Viejo ligger 112 meter över havet och antalet invånare är 165.
Terrängen runt Cerro Viejo är platt. Runt Cerro Viejo är det ganska tätbefolkat, med 86 invånare per kvadratkilometer. Närmaste större samhälle är Tempoal de Sánchez, 18,5 km norr om Cerro Viejo. Omgivningarna runt Cerro Viejo är en mosaik av jordbruksmark och naturlig växtlighet.